# Coros y Danzas de España
Coros y Danzas de España es una organización nacional española fundada en el año 1939, dentro de la Sección Femenina de FET y de las JONS.

## Historia
En sus inicios la organización se dedicó a recoger, recuperar y conservar el folclore  —especialmente los cantos y bailes— en trance de desaparición en muchos sitios, procurando su rehabilitación y arraigo en su forma más pura y original. Esta importante labor folclórica ha llegado hasta nuestros días.
A partir de 1942 comenzaron a realizar giras en el exterior para exportar «auténtico folklore español», cosechando algunos éxitos internacionales. Ya durante la Segunda Guerra Mundial participaron en varios festivales de la Alemania nazi. En clave interna, la organización permitió a muchas mujeres de la época viajar a través de España e incluso al exterior. El régimen franquista utilizó a «Coros y Danzas» como un instrumento propagandístico que representara en el exterior su buena voluntad.
La organización de Coros y Danzas continuó existiendo tras la disolución de su matriz, la Sección Femenina, en 1977.